# Notanisus
Notanisus is een geslacht van vliesvleugeligen uit de familie Pteromalidae. De wetenschappelijke naam van dit geslacht is voor het eerst geldig gepubliceerd in 1837 door Walker.

## Soorten
Het geslacht Notanisus omvat de volgende soorten:
- Notanisus clavatus Boucek, 1961
- Notanisus cyaneus (Risbec, 1952)
- Notanisus gracilis (Yang, 1996)
- Notanisus grandis Senatos, 1996
- Notanisus imperialis (Dodd, 1924)
- Notanisus oulmesiensis (Delucchi, 1962)
- Notanisus richteri (Girault, 1922)
- Notanisus sexramosus (Erdös, 1946)
- Notanisus sylvaticus (Risbec, 1952)
- Notanisus versicolor Walker, 1837
- Notanisus zebra Boucek, 1988